# FK Haugesund
FK Haugesund, czyli Fotballklubben Haugesund – norweski klub piłkarski z Haugesund. Został założony 28 października 1993 po fuzji zespołów Djerv 1919 i SK Haugar.

## Sukcesy
- Eliteserien
  - 3. miejsce (1): 2013
- 1. divisjon
  - mistrzostwo (1): 2009
- Puchar Norwegii
  - finał (2): 2007, 2019

## Europejskie puchary
Legenda do wszystkich tabel:
- Q – runda eliminacyjna, 1/16, 1/8, 1/4, 1/2 – odpowiednia faza rozgrywek, Grupa – runda grupowa, 1r gr – pierwsza runda grupowa, 2r gr – druga runda grupowa, F – finał, R – runda, PO – play-off
- k. – rzuty karne, los. – losowanie, Dogr. – dogrywka, w. – zasada bramek strzelonych na wyjeździe

| Sezon   | Rozgrywki   | Runda | Przeciwnik          | Dom | Wyjazd | Ogólnie |
| ------- | ----------- | ----- | ------------------- | --- | ------ | ------- |
| 2014/15 | Liga Europy | 1Q    | Airbus UK Broughton | 2–1 | 1–1    | 3–2     |
| 2014/15 | Liga Europy | 2Q    | FK Sarajevo         | 1–3 | 0–1    | 1–4     |
| 2017/18 | Liga Europy | 1Q    | Coleraine           | 7–0 | 0–0    | 7–0     |
| 2017/18 | Liga Europy | 2Q    | Lech Poznań         | 3–2 | 0–2    | 3–4     |
| 2019/20 | Liga Europy | 1Q    | Cliftonville        | 5–1 | 1–0    | 6–1     |
| 2019/20 | Liga Europy | 2Q    | Sturm Graz          | 2–0 | 1–2    | 3–2     |
| 2019/20 | Liga Europy | 3Q    | PSV Eindhoven       | 0–1 | 0–0    | 0–1     |

## Obecny skład
Stan na 21 września 2019
| Nr | Poz. | Piłkarz                                               |
| -- | ---- | ----------------------------------------------------- |
| 1  | BR   | Maciej Gostomski                                      |
| 2  | OB   | Doug Bergqvist (wypożyczony z Östersunds FK)          |
| 3  | OB   | Benjamin Karamoko                                     |
| 4  | OB   | Fredrik Pallesen Knudsen                              |
| 5  | OB   | Benjamin Hansen                                       |
| 6  | OB   | Joakim Våge Nilsen                                    |
| 7  | PO   | Christian Grindheim (kapitan)                         |
| 8  | PO   | Sondre Tronstad                                       |
| 10 | PO   | Niklas Sandberg                                       |
| 11 | PO   | Martin Samuelsen (wypożyczony z West Ham United F.C.) |
| 12 | BR   | Helge Sandvik                                         |
| 13 | PO   | Kristoffer Gunnarshaug                                |
| 14 | PO   | Torbjørn Kallevåg                                     |
| 16 | PO   | Bruno Leite                                           |

| Nr | Poz. | Piłkarz                                    |
| -- | ---- | ------------------------------------------ |
| 17 | PO   | Ibrahima Wadji                             |
| 18 | OB   | Pascal Gregor (wypożyczony z FC Helsingør) |
| 19 | OB   | Mikkel Desler                              |
| 20 | NA   | Ibrahima Koné                              |
| 22 | PO   | Alexander Stølås                           |
| 23 | PO   | Thore Baardsen Pedersen                    |
| 24 | BR   | Herman Fossdal                             |
| 25 | OB   | Stian Ringstad                             |
| 33 | NA   | Kristoffer Velde                           |
| 34 | PO   | Kevin Martin Krygård                       |
| 35 | PO   | Anthony Ikedi                              |
| 82 | BR   | Oskar Snorre (wypożyczony z Lyngby BK)     |
| 93 | OB   | Dennis Horneland                           |
|    | PO   | Jonas Valland                              |